# Sigmatomera (Sigmatomera) flavipennis
Sigmatomera (Sigmatomera) flavipennis is een tweevleugelige uit de familie steltmuggen (Limoniidae). De soort komt voor in het Neotropisch gebied.